# 이석기
이석기(李石基, 1962년 2월 2일 ~ )는 대한민국의 대표적인 종북주의자, 기업인, 정치인이다. 제19대 국회 통합진보당 비례대표 의원을 역임하던 도중에 2013년 8월 28일 내란 음모 혐의로 구속되었고, 2014년 11월 서울고등법원 재판부는 이석기의 내란 선동에는 유죄를, 내란 음모에는 무죄를 선고했다.

## 생애
《중앙일보》의 보도에 따르면 이석기는 1962년 전라남도 목포시에서 태어났다고 한다. 경기도로 이주한 뒤에는 성남 성일고등학교 졸업을 거쳐, 한국외국어대학교 용인캠퍼스에서 학사 학위를 취득했다.
이석기는 1990년대 후반 김일성 주체사상을 지도 이념으로 한 민족민주혁명당의 지도급 조직원이었다. 민혁당은 김영환과 하영옥, 박 모씨 등 3인을 중앙위원으로 하고 중앙위 산하에 경기남부위원회, 영남위원회, 전북위원회를 뒀는데, 이석기는 경기남부위원장을 맡았다. 1999년 이것이 적발(민족민주혁명당 사건)되어 3년간 도피생활을 하다가 검거되었다. 2003년 3월 징역 2년6월을 선고받고 11개월째 복역중에 자궁암 3기로 투병중인 어머니 김복순(85)의 병세를 감안한 법무부의 조처로 특별휴가(귀휴)를 얻었다. 이때 어머니를 만난 자리에서 이석기는 "'정의와 양심에 따라 살라'는 어머니 말씀에 따라 살아왔다."면서 "어머니가 병마로 갈수록 야위어 가슴이 아프지만 언젠가는 희망과 기쁨을 드리겠다."고 말했다. 형이 확정된 지 6개월이 지나지 않았다는 이유로 2003년 4월에 있었던 노무현 정부의 특별 사면대상에서 제외돼 국가보안법위반 기결수 가운데 유일하게 구속되어 있었다.
2003년 3월 국가보안법의 반국가단체 구성 혐의로 2심에서 징역 2년 6개월형을 선고받았다. 2심 재판에서 징역형을 선고받고 대법원에 상고했으나, 6일만에 취하하고 형을 받아들였다. 당시는 2월에 출범한 노무현 정부가 새 정부 출범 기념 특별 사면을 준비하고 있던 때여서, 미리 사면에 대한 언질을 받고 취하한게 아니냐는 의혹이 있다. 5개월 복역 후 2003년 8월 15일, 대통령 광복절 특사때 공안사범으로는 유일하게 가석방되었다. 다시 2년후인 2005년 8월 15일 광복절 특사때 복권까지 이뤄지면서, 공무담임권 및 피선거권을 회복하였다. 이석기가 노무현 정권때 임기내 두 번이나 특별사면을 받은 것은 "매우 이례적"이란 평가가 있다. 문재인은 당시 청와대 민정수석으로 이석기 사면에 책임이 있다는 지적이 있었다.
국회의원 당선후 이석기는 한 언론과의 인터뷰에서 "당시 수배중이라 민혁당에 가담해 활동한 적이 없다."고 주장했다.

### 국회의원 당선 이후
통합진보당 비례대표로 경선을 통해 제19대 국회의원에 당선되었으나 내란 선동 사건에 연루되어 국회의원 자격 심사가 계류되었다. 그러나 2014년 12월 19일 헌법재판소의 결정(통합진보당 위헌정당해산 및 소속 국회의원 자격 박탈)으로 의원직을 상실하였다.. 2013년 내란음모 의혹으로 구속되었으며, 2014년 2월 17일 1심 재판에서 징역 12년에 자격정지 10년을 선고받았다. 같은 해 8월 11일 2심 항소심에서 내란 음모 혐의가 인정되지 않아 징역 9년에 자격정지 7년으로 감형되었다. 2014년 12월 19일에 통합진보당 정당해산 심판 선고에 의하여 소속 의원 나머지 4명과 함께 의원직을 상실하였다.
2016년 1월 11일 서울중앙지방법원은 사기, 횡령, 정치자금법 위반 혐의를 적용해 이석기에게 징역 1년(사기, 횡령 혐의에 대해서는 징역 10월, 정치자금법 위반 혐의에 대해서는 징역 2월)을 선고했다.

## 논란

### CN커뮤니케이션즈 설립과 재산증식 논란
CN커뮤니케이션즈는 서울시 서초구 양재동에 이석기가 2005년 2월에 설립한 선거 기획광고 대행사이다. 그는 2012년 2월까지 회사를 운영하였다. 이 회사는 한국외국어대학교 글로벌캠퍼스와 서울대학교 등 30여개 대학 총학생회와 동아리 축제 기획 및 홍보사업 등의 계약을 맺어 매출을 올렸다. 또한 권영길 민주노동당 제17대 대통령 후보의 광고와 홍보를 맡으며, 2007년 12월 한달에는 25억원의 수입을 거뒀다. CN커뮤니케이션즈의 수익이 통합진보당의 당권파의 자금줄로 전용된 것은 아닌 지에 대한 의혹이 제기되기도 하였다.
유시민은 통합진보당과 그 전신인 민주노동당의 선거 운동을 CN커뮤니케이션즈가 독점하는 방법으로, 당권파와 CN커뮤니케이션즈가 부적절한 돈거래를 해왔다 주장했다. 2008년 분당사태 당시 비대위 집행위원장이었던 최순영도 당내 토론회에서 당시 당이 CN커뮤니케이션즈에 20억원의 빚을 지고 있었다고 증언했다. 이석기의 측근인 당권파 의원들은 선거 비수기 때도 CN커뮤니케이션즈와 독점 관계를 맺어왔음이 밝혀졌다.
이석기는 2008년 5월 동작구 사당동에 아파트를 구입하고, 2009년 4월에는 영등포구 여의도동의 J빌딩 6층을 다시 매입한다. 구매 당시 CN커뮤니케이션즈는 2007년 17대 대통령 선거와 2008년 18대 국회의원 선거 등 전국 규모의 선거를 거치면서, 연매출 20억 원대 이상으로 성장했다. 이로 인해 이석기는 민노당과의 유착 관계를 통해 자신의 재산을 치부했다는 의혹을 받았다.

### 국가(國歌)에 대한 발언
2012년 6월 15일 이석기는 한 모임에서 "우리나라는(대한민국은) 애국가를 국가로 정한 적이 없다."고 주장하였다. 그는 "애국가는 그냥 나라 사랑을 표현하는 여러 노래 중 하나"라고 말하며, "민족적 정한과 역사가 있으므로 아리랑이 실제 우리 국가 같은 것이라고 본다."라고 발언하였다. 또 그는 애국가는 "독재 정권에 의해서 국가로 만들어졌다."고 주장하고, "애국가 부르기를 강요하는 것은 전체주의"라고 말했다. 이석기는 통합진보당 당원 모임에서 북한의 군가 중 하나인 '적기가'를 같이 합창한 것으로 밝혀져 논란이 되었다. 그러나, 적기가는 사회주의를 대표하는 노래중 하나일 뿐이다.

### 비례대표 부정 경선과 사퇴 거부
이석기는 제19대 국회의원 선거에서 통합진보당의 비례대표 선출을 위한 경선과정에서 발생한 부정에 연루되어있다. 당시 이석기는 통합진보당에 입당한지 3개월밖에 안된 잘 알려지지 않은 생소한 인물이었지만, 비례대표 국회의원을 선출하기 위한 당내 경선에 입후보해 27%의 득표율로 1위를 차지하였다. 경선에서 1위를 차지한 이석기는 많은 비당권파 인사들에게 잘 알지 못하는 사람이었다. 이에 따라 통합진보당 내 특정계파의 개입에 의한 조직적인 표몰이 의혹이 제기되었다.
부정선거 진상조사 위원회는 이석기가 얻은 전체 온라인 득표수 10,136표중 5,965표(58.85%)가 동일 IP에서 중복 투표되었고, 소스코드가 개방된 직후 이석기에게 득표가 73%나 몰리는 비정상 상황이 연출되었다고 밝혔다. 이로써 이석기는 자신의 경기동부연합과 함께 통합진보당에 정계 진출의 목적을 위해 계획적으로 들어온 것이라고 추정하고 있다. 유시민은 당권파들이 마음대로 업무를 처리하며 경선 부정을 조직적으로 저지름을 진상보고서가 발표되기전 이미 알았다고 한겨레 인터뷰에서 밝혔다.
하지만 진상조사 위원회의 보고와는 달리, 중복투표 비율이 가장 높은 후보는 60.78%(전체 2,955표중 1,796표)의 득표가 동일 IP에서 나온 나순자후보라는 주장이 제기되었다. 다른 후보들 역시 동일 IP투표 비율이 높았다. 다만 당권파에서는 이석기 한사람만 출마하였고, 참여계와 민주노총계에서는 여러 명의 후보가 참여해 표가 분산되었다. 또한 통합연대의 요구에 따라 당권을 한달만 당비를 내면 주기로 하였고, 이를 이용하여 경선용 당원불리기에 적극 나선 후보들이 이런 문제를 야기한 측면이 있었다. 이에 따라, 이석기와 당권파는 진상조사 위원회 보고의 허점을 지적하며, 철저한 재조사가 이뤄져야 한다고 촉구했다.

### 국회의원 사퇴 거부
여론조사에 따르면 국민의 대다수가 이석기의 사퇴를 원하고 있음에도 불구하고 이석기는 인터뷰에서 국민은 자신의 사퇴를 원하지 않으며 이석기 사퇴 운동은 야권연대를 음해하려는 수구세력의 공격이라고 말했다. 또한 TV방송에 출현해서는 진상조사의원회의 결과발표에 대해 "일부 부실이나 부정은 있을 수 있다"라고 인정하면서도, "이는 전체 선거를 부정할 만큼의 사안이 아니다. 그런데도 이번 경선을 '총체적 부정선거'로 매도하는 것은 정치적 폭력"이라고 입장을 밝혔다. 그러나 "총체적부실은 70% 이상일 때 써야한다"고 주장함으로써, 당내 경선에서 일부 부정이 있었음을 자인하는 동시에 심각한 도덕 불감증을 가지고 있다는 비판을 받았다.

### 통합진보당 폭력사태 배후 논란
이석기 사퇴에 관한 방안이 의논되던 당회의에서 당권파가 폭력을 휘두르는 사건이 발생한다. 한대련 소속 대학생 50명 등이 생중계 되는데도 폭력을 행사했고, 그 배후로 경기동부연합과 이석기가 지목되었다. 2007년 이전까지 기존의 운동권 학생조직인 ‘한국대학생총연합회’와 한대련을 오가며 활동하던 경기동부연합 학생들은 2007년 이후 대거 한대련에 들어오며 요직을 장악한 것으로 알려졌다. 의장부터 집행위원장, 사무처장에 이르기까지 핵심 직책은 모두 경기동부연합이 거머쥐었다. 한 통일운동 단체 관계자는 "경기동부연합이 6~7년 전부터 학생 조직을 장악하기 위해 학교에 이른바 '지도 사업'을 나갔었다."고 말했다. 이렇게 조직된 학생들이 폭력사태에 앞장서며 사실상 이석기 키즈 역할을 해온 셈이다.
이석기는 자신이 동원했다고 보여지는 당권파의 폭력사태에 관해 먼저 비당권파가 폭력을 부추긴게 문제라고 말을 함으로써, 폭력을 정당화하고 있다는 비판을 받았다. 부정 선거로 촉발된 당의 내분을 수습하기 위해 선출된 강기갑 비대위원장은 이석기와 만나 비례대표 사퇴를 종용할 예정이었으나, 이석기의 거부로 이루어지지 않았다.

### 이석기 내란 선동 사건
2013년 8월 28일, 국가정보원과 수원지방검찰청 공안부는 형법상 내란예비음모 혐의 및 국가보안법 위반 혐의로 이석기의 사무실과 자택에 대해 압수수색을 실시했다. 이석기가 국회의원 신분이기 때문에 체포영장은 청구되지 않았으나, 신체를 포함한 법원의 압수수색 영장이 발부되었다. 국정원은 이석기와 경기동부연합 조직원들이 2013년 5월 경기도 용인에서 모임을 갖고 경기남부지역의 통신시설과 유류시설 파괴를 모의한 것으로 보고 있다. 또한 국정원은 이석기가 2004년 혁명 조직 RO(Revolution Organization)를 결성해, 1년에 1번씩 비밀 회의를 가졌다고' 보며, 압수수색 당일 도피했던 이석기는, 다음 날인 8월 29일 통합진보당의 당 최고위원회에 참석해 입장을 밝힌 자리에서, "나에 대한 혐의내용 전체가 날조"라며, "유사 이래 있어본 적이 없는 진보세력에 대한 엄청난 탄압책동"이라고 발언했다.9월 2일 법무부는 이석기에 대한 체포동의요구서를 국회에 제출했다. 이날 연합뉴스는 체포동의요구서 전문을 언론사 홈페이지에 게재했다. 한국일보는 9월 2일과 3일 이틀에 걸쳐서, 2013년 5월에 있었던 RO모임 녹취록의 요약본을 신문에 보도했다. 9월 4일 오후 3시 법무부가 제출한 체포동의안이, 국회의원들의 과반수 찬성을 얻어 가결되었다. 다음날인 9월 5일 구속영장이 발부되었고 이석기는 수원구치소에 수감되었다. 2014년 2월 17일에 1심 재판부는 이석기에 대한 내란 음모·내란 선동·국가보안법 위반 혐의를 대부분 유죄로 인정하고, 징역 12년에 자격정지 10년을 선고했지만, 같은 해 8월 11일 2심 항소심에서 서울고등법원 형사9부(부장판사 이민걸)는 지하혁명조직 RO 실체는 인정되지 않고, 합의에 이르렀다는 증거가 부족하여 내란 음모 혐의는 인정되지 않는다며, 내란선동혐의만 인정, 징역 9년에 자격정지 7년으로 감형하였다. 2015년 1월 22일 대법원은 항소심처럼 이석기 전 의원에 대해 내란음모 혐의는 무죄, 내란선동 혐의는 인정해 징역 9년을 확정했다. 2017년 6월 26일 국제앰네스티는 홈페이지를 통해 UN의 국가별 인권상황 정기검토 보고서를 공개했는데, '국가보안법으로 인한 인권 피해 사례'를 근거로 한국정부가 인권을 보호하는데 실패했다고 하며, "국가보안법으로 인한 구금 및 기소는 표현 및 결사의 자유에 대한 권리를 행사하는 사람들을 협박시키고 수감시키기 위한 검열의 형태로 꾸준하게 사용되어왔다."며 지난 몇 년 간 국가보안법 관련 대표적인 사건으로 이석기 전 통합진보당 의원을 비롯한 6명에 대한 형사기소와 투옥을 꼽았다. 국제앰네스티는 "국가보안법이 국제 인권법과 기준을 따르며, 자의적으로 이용되거나 표현, 의견 및 결사의 자유에 대한 권리를 희롱하거나 제한하지 않도록 보장하기 위해 폐지하거나 근본적으로 개정해야 한다."고 권고하며 "표현 및 결사의 자유에 대한 권리를 합법적으로 행사했다는 이유로 부당하게 기소되고 수감된 모든 사람들을 즉시 무조건적으로 석방해야 한다."고 밝혔다.

### 선거 비용 사기 혐의
검찰은 2010년 ~ 2011년 광주·전남교육감과 기초의원 선거, 경기도지사 선거 등에서 홍보대행 계약을 맺은 후보자들의 선거보전 비용을 과다 청구해 선거관리위원회로부터 보전비  4억440만원을 돌려받고  CN커뮤니케이션즈의 법인자금 2억3100만원을 세탁하여 유용한 이석기에 대해 사기 및 정치자금법 위반 등으로 2012년 10월 기소했다.
2016년 1월 11일 서울중앙지방법원 형사합의 35부는 공소사실 중에서 2010년 지방선거에서 유시민 경기도지사 후보의 선거에 관련된 비용 6천만원에 관한 혐의를 유죄로 인정해 징역 1년(사기, 횡령 혐의에 대해서는 징역 10월, 정치자금법 위반 혐의에 대해서는 징역 2월)을
선고했다. 서울고등법원 형사6부(정선재 부장판사) 심리로 열리는 항소심에서 "2010년 유시민 전 보건복지부 장관이 경기도지사로 출마했을 당시 자신의 회사가 선거 홍보를 대행했다."는 이유로 피고인 측 변호인이 유시민을 증인으로 신청하자 재판부는 이를 받아들였다.
서울고등법원형사6부(부장판사 정선재)는 2018년 1월 26일 선고공판을 열고 “여러 가지 사정을 종합할 때 선거보전금과 관련해 계약서나 견적서 등이 허위로 작성됐다고 볼 수 없다.”고 하면서 국고 사기 등에 대해 무죄로 판단을 하면서 “등기부등본에 사무실로 등기된 건물이 실제 사무실로 사용되지 않은 점 등 유죄 판단의 근거가 타당해 보인다.”며 일부 횡령 혐의만 유죄로 인정해 징역 8개월을 선고했다.

## 평가
- 국제앰네스티의 로젠 라이프 동아시아지역 국장은 이석기가 구속된 이후 2013년 9월 11일 논평을 내어 "국가정보원 전 원장이 정치 일정에 개입한 혐의로 재판이 진행 중인 상황에서 통합진보당원이 내란죄 및 국가보안법 위반 혐의로 구속됐다."며 "이러한 상황에서 이들에 대한 조사 및 기소가 정치화 되고 있어 우려스럽다"고 밝혔다.[66]
- 국제앰네스티는 2015년 1월 22일 이석기 전 통합진보당의 대법원 판결에 대해 "매우 유감을 표한다."고 밝혔다. 논평에서는 "한국에서 표현의 자유에 대한 제한이 점점 더 강화되어 왔는데, 이번 대법원 판결로 이런 걱정스러운 경향이 한층 더 악화되었다."고 밝혔다. "국제앰네스티는 한국 정부에 정치적으로 남용되는 국가보안법 적용을 즉시 중단하고, 정치적 견해 등에 상관없이 표현의 자유를 행사할 수 있는 권리를 국민들이 온전히 누릴 수 있도록 보장할 것을 촉구한다."고 했다.[67]
- 통합진보당 부정경선 논란 당시 진중권은 자신의 트위터에서 "이석기, 사퇴는 당원투표에 맡기겠다. 사실상 '당 대표'세요. 너 따위의 거취를 결정하느라 전 당원이 투표를 해요? 과대망상이죠. 그 투표는 또 어떻게 믿겠어요. 당의 주인은 당원이다? 국고보조금 토해 놓고 저 구석에서 '주인'들끼리 노세요"라고 비판했다.[68] 진중권의 비판에 대해 이석기는 "그저 수행하는 마음으로 (견디고 있다.)"라며 불편한 심기를 드러냈다.
- 한국불교인권상 수상자로 결정되자 이에 대해 일부 비판이 있었지만[69] 이석기는 "이번 불교인권상은 저 개인에게 주는 상이 아니라 분단에 의해 억압받거나 촛불로 열린 새로운 세상에서도 여전히 고통 받고 있는 사람들 모두에게 주는 격려라고 생각한다."며 "먼저 평화를 이야기했다고 6년째 갇혀 있지만, 저의 작은 힘이라도 보태겠다."는 수상 소감을 전했다.[70]

## 학력
- 1980년 성일고등학교 졸업
- 1986년 한국외국어대학교 글로벌캠퍼스 중국어과 학사

## 역대 선거 결과
| 실시년도 | 선거   | 대수 | 직책     | 선거구   | 정당       | 득표수      | 득표율          | 순위         | 당락 | 비고 |
| -------- | ------ | ---- | -------- | -------- | ---------- | ----------- | --------------- | ------------ | ---- | ---- |
| 2012년   | 총선   | 19대 | 국회의원 | 비례대표 | 통합진보당 | 2,198,405표 | \| \| 10.30% \| | 비례대표 2번 |      | 초선 |
|          | 10.30% |      |          |          |            |             |                 |              |      |      |

## 가족 관계
- 아내와 슬하 1남 1녀
- 누나 : 이경진 (1953 ~ 2021.3.19)

## 같이 보기
- 통합진보당
- 이정희 (1969년)
- 민족민주혁명당 사건
- 국가보안법
- 이석기 내란 선동 사건
- NLPDR
- 대한민국 제19대 국회의원 선거 통합진보당 후보 목록#비례대표